# 山梨物産
山梨物産株式会社（やまなしぶっさん）は、山梨県西八代郡市川三郷町岩間に本社を置き、山梨県伝統の印章及び同付属品の製造並びに販売を主業務とする。

## 概要
甲斐国（山梨県）では、地元に水晶が産出されるようになった文久年間（1861年 - 1863年）に水晶の研磨加工、水晶印の篆刻が始まった。同社の所在する町内岩間は、山梨県西南部の富士川左岸の山間地に位置しており、山梨県令藤村紫朗によって地場産業の奨励が行われ、甲斐国（山梨県）の伝統産業のひとつである水晶の研磨加工技術、水晶印の篆刻技術を用いて、象牙、牛角（旧名：オランダ水牛）、黒水牛、柘などの印鑑製造が発達した。
1940年（昭和15年）、西八代郡岩間村（当時）にて山梨物産が創業された。岩間の印鑑製造は、技術者の育成とともに主要産業となり、販路を全国に広げていった。
また、六郷印章業連合組合が設置され、岩間の印鑑製造は全国シェアの50パーセントを占めるまでに発展した。その後、山梨物産は2006年（平成18年）株式会社化し、現会社を設立した。創業以来の印章ブランドの信玄印を販売しており、2006年（平成18年）には信玄印を商標登録し、山梨物産株式会社の公式ホームページにてWEB販売を開始している。

## 沿革
- 1940年（昭和15年） - 山梨物産を創業。
- 2006年（平成18年） - 株式会社化し、現会社を設立。

## 主な事業内容
- 印章及び同付属品の製造並びに販売。
- 象牙製品の販売。
- 前各号に付帯関連する一切の事業。

## 信玄印
信玄印（しんげんいん）は、山梨県伝統の印章をブランド化して山梨物産が1940年（昭和15年）の創業以来、販売している印章ブランド。1983年（昭和58年）、当時の内閣総理大臣、中曽根康弘が山梨県へ視察に訪れた際には、地場産業の代表として信玄印が謹呈されている。2006年（平成18年）に商標登録された。